# Cruz de los Tres Reinos
La Cruz de los Tres Reinos es un cerro situado en las proximidades de Arroyo Cerezo, pedanía del término municipal de Castielfabib, provincia de Valencia (España). 
Se sitúa en las últimas estribaciones de los Montes Universales y tiene una altura de 1560 metros.

## Etimología
Su denominación se debe a que en este lugar convergían antiguamente las fronteras de tres reinos: el de Aragón, el de Valencia y el de Castilla. La tradición cuenta que en la época medieval se reunían en este punto a dirimir sus problemas los monarcas de las dos Coronas, el de Castilla y el de Aragón (que lo era también de Valencia). Al margen de las tradiciones, una de las referencias escritas más antiguas al topónimo se halla en la división de términos realizada en 1723.
El topónimo da nombre actualmente a unos encuentros de las tierras fronterizas del Rincón de Ademuz: Simposio de la Cruz de los Tres Reinos. La primera edición del mencionado simposio interregional tuvo lugar en julio de 2008, en la Casa de la Cultura de la villa de Ademuz, organizado por la Universidad de Valencia (Departamento de Historia del Arte) y la Universidad de Castilla-La Mancha (Campus de Cuenca), promovido por el Instituto de Cultura y Estudios del Rincón de Ademuz (ICERA), y patrocinado por el ayuntamiento de Ademuz.

## Paraje Natural Municipal
Dadas sus características ecológicas, paisajísticas y socioculturales, dicho lugar fue declarado por el Consejo de la Generalidad Valenciana: paraje natural municipal. El espacio a proteger posee una extensión de 567,26 hectáreas y su administración y gestión corresponde al ayuntamiento de Castielfabib.

## Vías de acceso
Para subir al cerro de la Cruz de los Tres Reinos pueden seguirse dos vías principales, una desde Arroyo Cerezo, por la Fuente del Abrevador y otra desde Veguillas de la Sierra, pueblo turolense sito al norte del Royo, forma coloquial de nombrar a Arroyo Cerezo entre los lugareños, así la designa también el botánico Cavanilles en sus Observaciones (1797). La primera solo resulta practicable caminando, mientras que la segunda permite subir también en bicicleta y motocicleta de montaña o vehículo todoterreno.